# DBU's Landspokalturnering for herrer 1955-56
DBUs Landspokalturnering for herrer 1955/1956 var den anden udgave af DBUs Landspokalturnering for herrer. Boldklubben Frem vandt turneringen for første gang, da holdet i finalen besejrede Akademisk Boldklub med 1-0. De forsvarende pokalmestre fra AGF blev slået ud i semifinalerne af de senere vindere fra BK Frem.

## Kampe og resultater

### 1. runde
Første runde havde deltagelse af 54 hold. Alle holdene spillede uden for de tre divisioner i Danmarksturneringen.
| Kamp                           | Res. |
| ------------------------------ | ---- |
| Aalborg Freja − Herning Fremad | 4-3  |
| Bagenkop IF − Haderslev FK     | 2-3  |
| Ballerup IF − Sundby BK        | 8-0  |
| Esbjerg B 1929 − Esbjerg KFUM  | 2-6  |
| Fraugde IF − BK Marienlyst     | 2-5  |
| Glostrup IC − BK Dalgas        | 1-3  |
| BK Hellas − BK Mariendal       | 3-4  |
| BK Hero − Holbæk B&I           | 5-2  |
| Hobro IK − Videbæk IF          | 8-4  |
| Hvidovre IF − Frem Sakskøbing  | 1-3  |
| Kalundborg GB − BK Rødovre     | 4-5  |
| Korsør BK − Roskilde BK        | 8-7  |
| Lemvig GF − Nørresundby BK     | 3-6  |
| Lyngby BK − Humlebæk BK        | 5-1  |

| Kamp                             | Res. |
| -------------------------------- | ---- |
| Nexø BK − Fremad Valby           | 6-2  |
| Næsby GIF − Allested U&I         | 3-1  |
| Odder IGF − Dalum IF             | 4-0  |
| Sdr. Omme IF − Stenstrup BK      | 0-5  |
| Skagen IK − Hald IF              | 7-1  |
| IK Skovbakken − Brønderslev IF   | 4-6  |
| St. Heddinge BK − BK Stefan      | 2-5  |
| Søllested IF − Skjold Skævinge   | 2-5  |
| Tved BK − Kolding IF             | 4-2  |
| Tårnby BK − B 1921               | 0-6  |
| Viby IF − Frederikshavn fI       | 3-6  |
| Vordingborg IF − Svebølle BI     | 3-2  |
| Vorup Frederiksberg BK − Nibe BK | 1-3  |

### 2. runde

#### Hold
I anden runde deltog 32 hold fordelt på:
- 27 vindere fra 1. runde.
- 5 hold, som havde været oversiddere i første runde, og som derfor først trådte ind i turneringen i denne runde.

#### Kampe
| Kamp                             | Res. |
| -------------------------------- | ---- |
| B 1921 − BK Hero                 | 4-3  |
| Ballerup IF − Skjold Birkerød    | 3-8  |
| Esbjerg KFUM − BK Mariendal      | 4-2  |
| Frederikshavn fI − Lyngby BK     | 1-2  |
| Frem Sakskøbing − Vordingborg IF | 1-0  |
| Hobro IK − BK Dalgas             | 3-2  |
| Kastrup BK − Viborg FF           | 2-3  |
| Korsør BK − Nibe BK              | 2-4  |

| Kamp                           | Res. |
| ------------------------------ | ---- |
| BK Marienlyst − BK Stefan      | 7-1  |
| Nexø BK − Odder IGF            | 1-2  |
| Nørresundby BK − Svendborg BK  | 1-2  |
| BK Rødovre − Aalborg Freja     | 0-3  |
| Skagen IK − Næsby GIF          | 5-1  |
| Skjold Skævinge − Haderslev FK | 1-5  |
| Tved BK − Stenstrup BK         | 0-2  |
| IK Viking − Brønderslev IF     | 1-0  |

### 3. runde

#### Hold
I tredje runde deltog 32 hold fordelt på:
- 16 vindere fra 2. runde.
- 16 hold fra Danmarksturneringen 1955-56: Nr. 7-10 fra 2. division 1954-55 og nr. 1-10 fra 3. division 1954-55 samt de to oprykkere til 3. division, som trådte ind i turneringen i denne runde.

| 1. division                                          | 2. division                                                                                      | 3. division | Lokale serier | Øvrige serier                                           |
| ---------------------------------------------------- | ------------------------------------------------------------------------------------------------ | --- | --- | ------------------------------------------------------- |
| De 10 hold trådte først ind i turneringen i 4. runde | Vanløse IF HIK KFUM Randers Freja De resterende 6 hold trådte først ind i turneringen i 4. runde | Brønshøj BK B 1901 Aalborg Chang Ikast FS AaB Helsingør IF Brande IF Nakskov BK Fremad Amager Lendemark BK Nyborg GIF Odense KFUM | B 1921 Frem Sakskøbing Haderslev FK Lyngby BK Nibe BK BK Rødovre Skjold Birkerød Stenstrup BK Svendborg BK Viborg FF IK Viking | Esbjerg KFUM Hobro IK BK Marienlyst Odder IGF Skagen IK |

#### Kampe
| Dato | Kamp                         | Res. |
| ---- | ---------------------------- | ---- |
| ?    | Haderslev FK − B 1921        | 4-1  |
| ?    | HIK − Fremad Amager          | 2-1  |
| ?    | Hobro IK − Nakskov BK        | 2-8  |
| ?    | KFUM − Frem Sakskøbing       | 7-0  |
| ?    | Lendemark BK − Ikast FS      | 4-2  |
| ?    | BK Marienlyst − Esbjerg KFUM | 4-2  |
| ?    | Nibe BK − Odense KFUM        | 6-4  |
| ?    | Odder IGF − Lyngby BK        | 2-5  |

| Dato  | Kamp                           | Res. |
| ----- | ------------------------------ | ---- |
| ?     | Randers Freja − B 1901         | 6-1  |
| ?     | Skagen IK − IF Skjold Birkerød | 0-2  |
| 25.9. | Stenstrup BK − Helsingør IF    | 2-1  |
| ?     | Vanløse IF − Brande IF         | 1-0  |
| ?     | Viborg FF − Svendborg BK       | 2-4  |
| ?     | IK Viking − Brønshøj BK        | 1-3  |
| ?     | AaB − Nyborg GIF               | 3-0  |
| ?     | Aalborg Chang − BK Rødovre     | 3-1  |

### 4. runde

#### Hold
I fjerde runde deltog 32 hold fordelt på:
- 16 vindere fra 3. runde.
- 16 hold fra 1. og 2. division: Nr. 1-10 fra 1. division 1954-55 og nr. 1-6 fra 2. division 1954-55, som trådte ind i turneringen i denne runde.

| 1. division                                                          | 2. division                                                                     | 3. division                                           | Lokale serier                                                               | Øvrige serier |
| -------------------------------------------------------------------- | ------------------------------------------------------------------------------- | ----------------------------------------------------- | --------------------------------------------------------------------------- | ------------- |
| AGF Esbjerg fB AB B 1909 Skovshoved IF B 1903 BK Frem AIA KB Køge BK | Vejle BK OB B.93 B 1913 Horsens fS Vanløse IF HIK KFUM Næstved IF Randers Freja | Brønshøj BK Aalborg Chang AaB Nakskov BK Lendemark BK | Haderslev FK Lyngby BK Nibe BK IF Skjold Birkerød Stenstrup BK Svendborg BK | BK Marienlyst |

#### Kampe
| Kamp                            | Res. |
| ------------------------------- | ---- |
| AB − OB                         | 4-2  |
| AIA − HIK                       | 4-3  |
| B.93 − BK Marienlyst            | 1-3  |
| B 1909 − Lyngby BK              | 4-2  |
| B 1913 − Brønshøj BK            | 3-4  |
| IF Skjold Birkerød − Nakskov BK | 2-0  |
| Esbjerg fB − Svendborg BK       | 8-1  |
| BK Frem − KB                    | 2-1  |

| Kamp                          | Res. |
| ----------------------------- | ---- |
| Haderslev FK − Nibe BK        | 3-1  |
| Horsens fS − AGF              | 1-3  |
| Lendemark BK − B 1903         | 1-11 |
| Næstved IF − AaB              | 4-0  |
| Randers Freja − Aalborg Chang | 6-2  |
| Skovshoved IF − Køge BK       | 1-2  |
| Stenstrup BK − Vejle BK       | 1-3  |
| Vanløse IF − KFUM             | 0-1  |

### 5. runde

#### Hold
Femte runde (ottendedelsfinalerne) havde deltagelse af de seksten vinderhold fra fjerde runde. Holdene fordelte sig således mellem rækkerne:
| 1. division                                         | 2. division                            | 3. division | Lokale serier                   | Øvrige rækker |
| --------------------------------------------------- | -------------------------------------- | ----------- | ------------------------------- | ------------- |
| AGF Esbjerg fB AB B 1909 B 1903 BK Frem AIA Køge BK | Vejle BK KFUM Næstved IF Randers Freja | Brønshøj BK | Haderslev FK IF Skjold Birkerød | BK Marienlyst |

#### Kampe
| Kamp               | Res. |
| ------------------ | ---- |
| AB − BK Marienlyst | 9-1  |
| AGF − Esbjerg fB   | 4-1  |
| AIA − Køge BK      | 1-2  |
| B 1909 − B 1903    | 1-2  |

| Kamp                            | Res. |
| ------------------------------- | ---- |
| Haderslev FK − Brønshøj BK      | 2-7  |
| KFUM − BK Frem                  | 2-3  |
| Næstved IF − IF Skjold Birkerød | 3-1  |
| Randers Freja − Vejle BK        | 4-3  |

### Kvartfinaler

#### Hold
Kvartfinalerne havde deltagelse af de otte vinderhold fra femte runde. Holdene fordelte sig således mellem rækkerne:
| 1. division                   | 2. division              | 3. division | Øvrige rækker |
| ----------------------------- | ------------------------ | ----------- | ------------- |
| AGF AB B 1903 BK Frem Køge BK | Næstved IF Randers Freja | Brønshøj BK | Ingen hold    |

#### Kampe
| Kamp             | Res. |
| ---------------- | ---- |
| AGF − Køge BK    | 6-4  |
| B 1903 − BK Frem | 1-2  |

| Kamp                        | Res. |
| --------------------------- | ---- |
| Næstved IF − AB             | 1-6  |
| Randers Freja − Brønshøj BK | 0-2  |

### Semifinaler
Semifinalerne havde deltagelse af de fire vinderhold fra kvartfinalerne.
| Kamp             | Res. |
| ---------------- | ---- |
| AB − Brønshøj BK | 2-2  |
| AB − Brønshøj BK | 2-0  |

| Kamp          | Res. |
| ------------- | ---- |
| BK Frem − AGF | 4-2  |

### Finale
Finalen mellem de to vindere af semifinalerne blev spillet den 2. juni 1956 i Københavns Idrætspark.
| Kamp         | Res. |
| ------------ | ---- |
| BK Frem - AB | 1-0  |